# Platylestes pertinax
Platylestes pertinax là loài chuồn chuồn trong họ Lestidae. Loài này được Lieftinck mô tả khoa học đầu tiên năm 1932.